# Lac La Plata
Le lac La Plata, en espagnol : lago La Plata, est un lac situé dans la province de Chubut, en Patagonie argentine. 
Le lac, de forme allongée, se trouve dans la Cordillère des Andes et forme avec le Fontana une petite chaîne de deux lacs, lesquels sont à la naissance du Río Senguerr. Ces deux lacs ont une orientation franchement ouest-est, et sont situés à plus ou moins 1 000 m d'altitude, occupant un territoire en forme de doigt de gant à l'intérieur du territoire chilien. Le lac la Plata, le plus occidental des deux, déverse ses eaux dans le lac Fontana tout proche et situé à l'est de celui-ci. 
À l'extrémité orientale du lac Fontana, le Río Senguerr va prendre naissance en tant qu'émissaire de leurs eaux communes. L'émissaire du lac la Plata qui est aussi le tributaire principal du lac Fontana porte le nom de « Río Unión », mais c'est en fait une simple section du cours supérieur du Río Senguerr.
La longueur des rives du lac est de 97 kilomètres. 